# 王璽 (嘉靖進士)
王璽（1526年—？），字予信，號見竹，江西建昌府南豐縣人，明朝政治人物，嘉靖乙丑進士。

## 生平
嘉靖四十年（1561年）辛酉科江西鄉試舉人，四十四年（1565年）乙丑科進士。改翰林院庶吉士，隆慶元年（1567年）三年授工科给事中，八月升禮科右給事中。隆慶二年（1568年）八月升户科左，為副使，同正使成憲出使朝鮮冊封國王李昖。三年二月升太平知府，六年正月升广东提学副使，万历三年（1575年）八月升湖广参政，六年八月升广东按察使，七年五月患病致仕。

## 家族
曾祖父王宇寬；祖父王廷亮；父親王紹，累封副使。母丘氏，累封恭人。弟王璧、王寶、王莹、王銮。